# Infiesto
Infiesto (in het Asturisch en officieel, L'Infiestu) is een stad en de belangrijkste woonkern van de gemeente Piloña in de autonome regio Asturië, in het noorden van Spanje. Het behoort tot de parochie van San Antonio en heeft 2.380 inwoners volgens INE-gegevens uit 2021.
In de stad Infiesto vallen de traditionele huizen op, evenals het stadhuis, thans gemeentehuis van Piloña en de kerk van San Antonio de Padua, ingehuldigd in 1912 maar pas voltooid in 1940. Ook opmerkelijk is het 18e-eeuwse Casa Cobián en talrijke landhuizen zoals Cobián of Argüelles. Het Casa de La Pontiga is een voorbeeld van architectuur uit de late negentiende eeuw.

## Vieringen
De festiviteiten ter ere van de patroonheilige van de stad Infiesto, San Antonio de Padua, worden elk jaar op 13 juni gevierd met de traditionele plechtige mis, begeleid door de Coral Polifónica Piloñesa, en de daaropvolgende processie door de straten van de stad waarin de patroonheilige wordt vergezeld door jonge mannen en vrouwen gekleed in typisch Asturische klederdracht die boeketten dragen versierd met brood en typische lokale producten op het geluid van doedelzakmuziek en de trommel. In de maand augustus wordt de traditionele markt gehouden. Het Festival de l'Ablana (hazelnoot) is ook erg populair. Wekelijks gaat een markt voor ambachten en agrovoedingsproducten door op zondagochtend op de Plaza del Ganado.

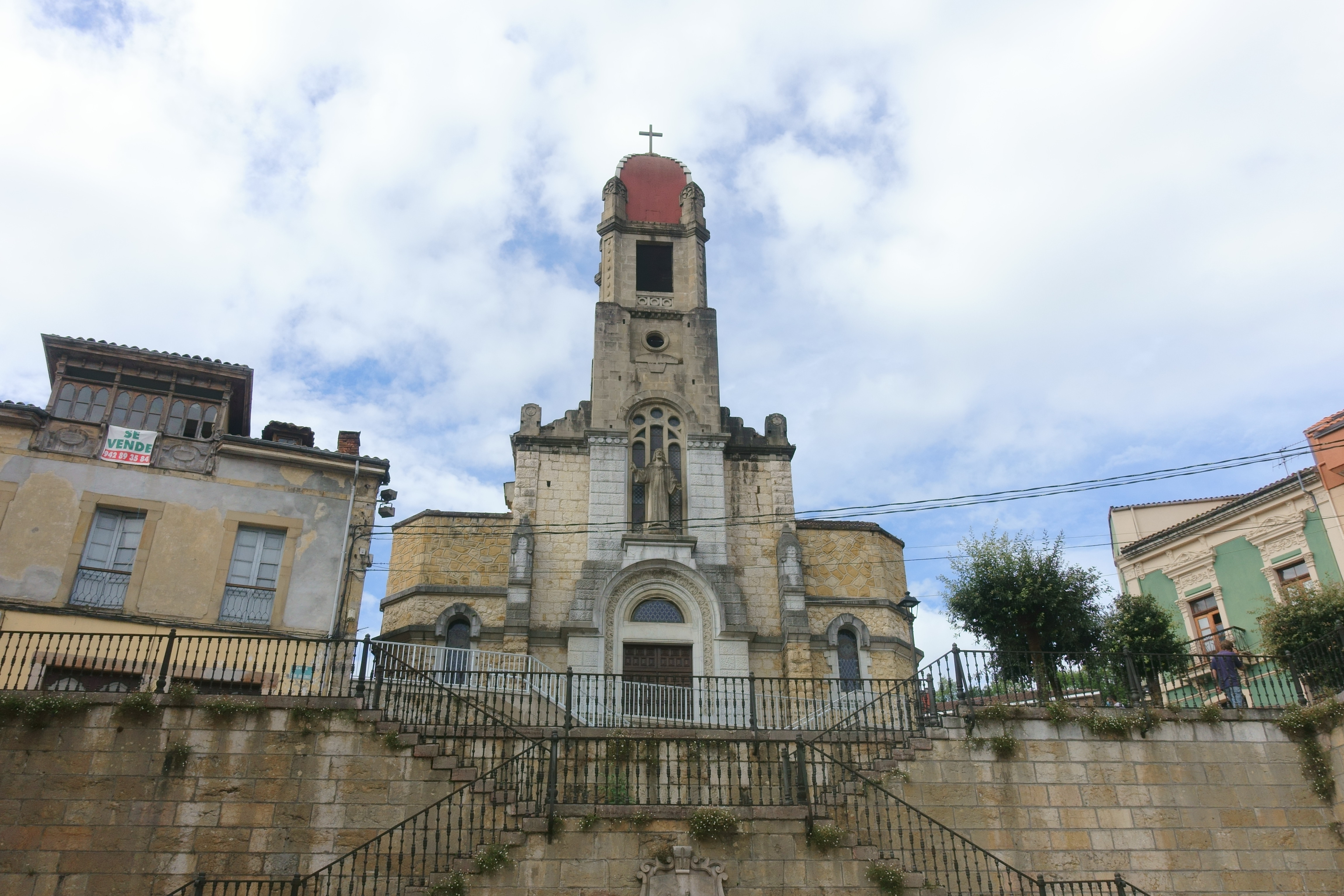
Iglesia de San Antonio de Padua
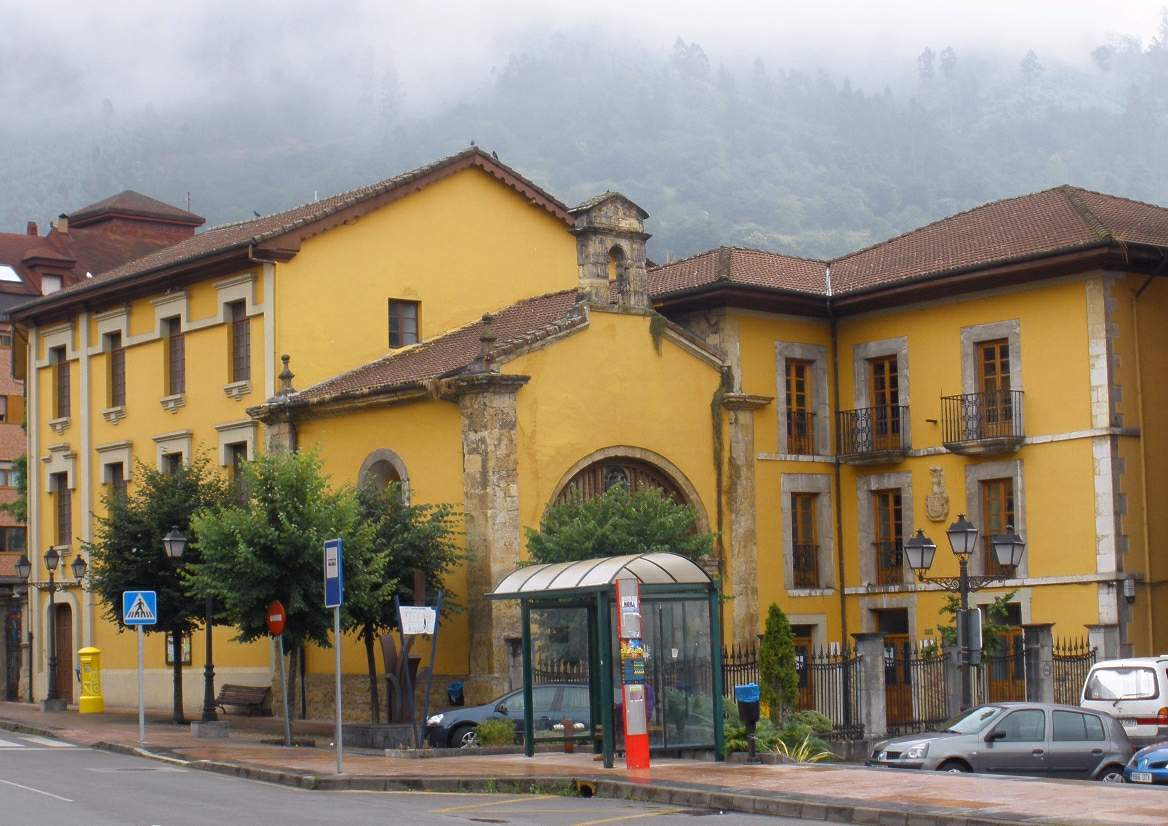
Casa Cobián